# Székely Géza (grafikus)
Székely Géza (Alsócsernáton, 1958. február 3. –) erdélyi magyar grafikus, festő,  könyvillusztrátor, tanár.

## Életútja, munkássága
A marosvásárhelyi Művészeti Líceumban érettségizett (1977), majd a kolozsvári Ion Andreescu Képzőművészeti Főiskolán szerzett diplomát (1985).  Nagy Pál, Bordi Géza, Török Pál, Hunyadi László, Feszt László voltak a mesterei.
1985-től Torján, 1990-től Kolozsváron rajztanár. Képei sokszorosított és vegyes technikákban készülnek, egyik kedvelt műfaja a rézkarc. A kolozsvári Apáczai Csere János Líceum Galériájának szervezőjeként több tematikus kiállítást rendezett (Psalmus, Szárnyalás, Kép és Zene), melyeken Dsida Jenő, Áprily Lajos, Szabó Lőrinc emlékezetét is fölidézte. Könyvterveket készített Fekete Vince és Sántha Attila versesköteteihez. Az 1990-es évektől magyarországi alkotói táborokban is működik, például a Hejcei Műhelyben, az encsi, a hortobágyi alkotótáborokban, stb.
Jelentős könyvillusztrátori tevékenysége. Műveit egyéni és csoportos kiállításokon mutatja be. Jeles közgyűjtemények őrzik munkáit, köztük a kolozsvári Gy. Szabó Galéria.
Verseket is közöl.

## Kiállításai (válogatás)

### Egyéni
- 1986, 1987, 1989 • Kézdivásárhely
- 1986 • Alsócsernáton
- 1987 • Kovászna
- 1992, 1995 • Korunk Galéria, Kolozsvár
- 1994 • Tordaszentlászló
- 1996 • Kultúrpalota Kiállítóterem, Marosvásárhely.

### Csoportos
- 1982-85 • Kolozsvár
- 1985 • Nagyszeben
- 1987 • Brassó • Fiatal Művészek Klubja, Budapest
- 1990, 1993 • Vármegye Galéria, Budapest
- 1992 • Varadinum, Nagyvárad
- 1992-97 • Kőrösi Csoma Sándor-napok, Kovászna
- 1993-95 • Encs
- 1994 • 100 x Szépművészet, Marosvásárhely • Holocaust, Szekszárd
- 1995 • Rajz Biennálé, Arad
- 1996 • Etno-Art, Marosvásárhely • Művésztelep, Hortobágy
- 1997 • Őszi Tárlat, BMC, Kultúrpalota, Marosvásárhely • Nemzetközi Kisgrafikai Biennálé, Kolozsvár.[2]
- 2017 Szépművészeti Múzeum Kolozsvár

## Társasági tagság
- Magyar Képzőművészek Világszövetsége
- Barabás Miklós Céh (Kolozsvár)